# Lucha Occitana
Lucha Occitana fue un grupo político occitano, creado en 1971 a partir del Comitat Occitans d'Estudis e d'Accion. Era un grupo minoritario de intelectuales, estudiantes y sindicalistas agrarios, ideológicamente de izquierda revolucionaria, autonomista y socialista. Con sede en Tolosa, el objetivo por el que decían luchar era la descolonización total de los occitanos como parte de la lucha mundial contra el imperialismo, liderando el bloque de clases trabajadoras que contribuyen a la destrucción del estado francés.
Era un grupo bastante activo. Publicaban en los periódicos Païs Occitan-Lucha Occitana de Tolosa y Occitània Passat e Present en Antibes. Realizaron un análisis de la situación occitana, opuesta al independentista Partit Nacionalista Occitan, siguiendo los siguientes puntos:
- Existencia de una realidad occitana con especificidad cultural y lingüística, opuesta y resistente a la hegemonía francesa.
- En Occitania subsiste la explotación capitalista de tipo colonial que persigue la liquidación de una minoría nacional.
- El estado oprime cada vez más a las clases populares occitanas.
- La lucha de clases toma en Occitania una forma específica y traduce más aspiraciones que las que reclama el resto del hexágono francés.

No pasaron de los 500 militantes pero consiguieron protagonismo gracias a las movilizaciones en contra de las expropiaciones de Larzac. En 1974 entraron en crisis y se fragmentaron en numerosos grupúsculos.
- Datos: Q6748471